# You Are My Love
You Are My Love is een nummer van de Britse groep The Liverpool Express uit 1976.
Het lied is de tweede single van Tracks, het debuutalbum van de band. Het is het succesvolste nummer van de band en een van de lievelingsnummers van Paul McCartney. Het lied stond in het najaar van 1976 zeven weken in de Nederlandse Top 40, met plek 12 als hoogste positie. Ook in het Verenigd Koninkrijk en Duitsland werd de top 40 behaald. In het Verenigd Koninkrijk had de band daarna nog drie keer een top 40 hit, in andere landen werd de hitlijst niet meer gehaald.

## NPO Radio 2 Top 2000
| Nummer met noteringen in de NPO Radio 2 Top 2000 | '00  | '01  | '02  | '03  | '04  |
| ------------------------------------------------ | ---- | ---- | ---- | ---- | ---- |
| You Are My Love (Liverpool Express)              | 1200 | 1351 | 1501 | 1657 | 1956 |

1. ↑  Een vetgedrukt getal geeft de hoogste notering aan.
2. ↑  2000 was het eerste jaar met een notering voor dit nummer.
3. ↑  Deze tabel is bijgewerkt tot en met de laatste editie (2024).